# Saliva
Saliva — американський рок-гурт, створений в Мемфісі, штат Теннессі, у 1996 році. Saliva випустили свій дебютний альбом з однойменною назвою 26 серпня 1997 року на лейблі Rockingchair Records, власником якого є Марк Йошіда. Реліз записав і спродюсував Білл Паппас на Rockingchair Studios.
Saliva підписали контракт з Island Records і випустили свій другий студійний альбом Every Six Seconds. Пізніше, 12 листопада 2002 року, Saliva випустили свій третій студійний альбом під назвою Back into Your System, який посів 19 місце у рейтингу Billboard 200. Back into Your System містив одну з найуспішніших пісень Saliva, " Always ", і посів 51 місце у рейтингу Billboard Hot 100 і 1 місце у Modern Rock Chart. 23 січня 2007 року, через три роки після виходу альбому Survival of the Sickest, Saliva випустили альбом Blood Stained Love Story , що повторив успіх Back into Your System, зайнявши 19 місце в Billboard 200. Перший сингл гурту " Ladies and Gentlemen " посів 2-ге місце у рейтингу Mainstream Rock Chart.

## Історія
Гурт Saliva був заснований в Бартлетті, штат Теннессі (передмістя Мемфіса, штат Теннессі) у вересні 1996 року колишніми учасниками місцевих гуртів Roxy Blue, Blackbone і Gemini Clan. В оригінальному складі були вокаліст Джозі Скотт Сеппінгтон, барабанщик Тодд Пул, басист Дейв Новотні та гітаристи Кріс Д'Абальдо та Вейн Свінні. Свій перший концерт гурт дав на Хеллоуїн 31 жовтня 1996 року.
У грудні 1996 року, лише через чотири місяці після створення, гурт записав демо-касету, на основі якої вони були обрані з 117 місцевих гуртів для виступу на другому щорічному конкурсі Grammy Showcase Національної академії звукозаписних мистецтв і наук. Гурт ледве встиг закінчити роботу над своєю демо-касетою в Rockingchair Recording Studios, щоб подати заявку до закінчення терміну. На місцевому шоу 24 січня 1997 року в New Daisy Tavern у Мемфісі Saliva виступав разом із чотирма іншими гуртами Теннессі та Арканзасу (DDT Big Band, Mash-o-Matic, Straight Up Buzz та Ashtray Babyhead). Saliva зайняли 1 місце та перейшли до регіонального шоу, що відбулося в Остіні, штат Техас, 7 лютого 1997 року. З тих пір їхня демо-касета була перевидана, і пісня «Suffocate» була включена до підбірки компакт-дисків Grammy Showcase Various Artists 1997 року, що вийшла на Grammy Recordings, разом з одинадцятьма іншими гуртами, з якими вони будуть змагатися в регіональному шоу.
Saliva знову зайняли перше місце в регіональному шоу, і гурт вийшов до національного фіналу, який відбувся в Нью-Йорку 22 лютого 1997 року. Там вони змагалися з двома іншими регіональними фіналістами: фолк-тріо Maggi, Pierce і EJ і рок-гуртом Save Ferris. Saliva посіли 2 місце після Save Ferris, але все ж отримали гідні утішливі призи, включаючи гроші, обладнання та квитки на 39-ту щорічну церемонію вручення премії Греммі в 1997 році. Попри те, що до цього моменту гурт Saliva дав всього шість концертів, ним зацікавилися скаути великого лейблу A&R.
Гурт був номінований на звання «Best Newcomer» на 12-й щорічній церемонії Premier Player Awards, місцевому врученні премії «Греммі», що відбулася в The Peabody's Memphis Ballroom 16 квітня 1997 року. Saliva також з'явилися на музичній виставці Memphis' Crossroads '97 в рамках музичного фестивалю Memphis in May Beale Street Music Festival 2 травня 1997 року
Навесні та влітку 1997 року Saliva поверталися в Rockingchair Recording Studios в Мемфісі, щоб записати додаткові пісні, які були об'єднані з піснями з їхньої демо-касети в однойменний дебютний альбом. Альбом Saliva вийшов на компакт-диску в середині серпня 1997 року на власному незалежному лейблі продюсера Йошіди Rockingchair Records. У п'ятницю, 15 серпня 1997 року, у клубі 616 у Мемфісі відбулася вечірка з нагоди випуску компакт-дисків Альбом розійшовся тиражем понад 10 000 копій протягом двох років, що спонукало представників Island Records A&R знову звернути увагу на гурт.
3 травня 1998 року гурт знову виступив на Memphis' Crossroads '98 в рамках Memphis in May Beale Street Music Festival Барабанщик Тодд Пул пішов наприкінці 1999 року. Його замінив Пол Кросбі.

### Every Six Seconds(2000—2002)
Альбом Every Six Seconds вийшов у 2001 році і містив сингли " Your Disease " і " Click Click Boom ", обидва з яких допомогли гурту стати популярним. Пісні «Superstar» і «Click Click Boom» стали саундтреками до фільму «Форсаж».

### Back into Your System(2002—2003)
У 2002 році вийшов третій альбом гурту Back into Your System, який включав хіти " Always " та " Rest in Pieces ", що очолювали чарти. Вони були написані у співавторстві Джеймсом Майклом і Ніккі Сікс з Mötley Crüe. Цього ж року Джозі Скотт виконав з Чадом Крюгером з гурту Nickelback пісню «Hero», що стала саундтреком до фільму «Людина-павук». 2003 року гурт гастролював і виступав на розігріві в гуртів Kiss та Aerosmith.

### Survival of the Sickest(2004—2005)
17 серпня 2004 року Saliva випустили альбом Survival of the Sickest, який зайняв 20 місце в рейтингу Billboard 200. 29 травня 2005 року гітарист Кріс Д'Абальдо оголосив, що покинув гурт. Згодом гітарист заснував гурт Smolder. Джейк Стьютевосс, який раніше входив у гурт Future Leaders of the World, замінив його в турі Saliva. Прямо перед записом для «Ladies and Gentlemen» Стьютевосс покинув гурт. Наступним членом гурту Saliva став Джонатан Монтойя, який раніше входив у Full Devil Jacket. 

### Blood Stained Love Story(2006—2007)
Новий сингл «Ladies and Gentlemen» вийшов на радіостанціях у листопаді 2006 року і посів 2 місце в американських хіт-парадах Mainstream Rock.  Він також був використаний як фонова музика для низки рекламних роликів Sony для PlayStation 3. Сингл також став офіційною темою для Реслманії 23. 23 січня 2007 року Saliva випустили альбом Blood Stained Love Story. Другим синглом альбому став «Broken Sunday», який посів 8-ме місце у чарті Mainstream Rock.

### Cinco DiabloтаGreatest Hits(2008—2010)
До липня 2008 року гурт Saliva гастролював із Sevendust у Південній Кореї, Японії та недовго перебував у Європі.
30 квітня 2008 року на супутниковому радіо Sirius вийшла нова пісня під назвою «Don't Question My Heart» за участі Брента Сміта з Shinedown. Пісню можна знайти в альбомі WWE The Music, Vol. 8. Вона була офіційною телевізійною темою для бренду ECW.
16 грудня 2008 року вийшов шостий студійний альбом Saliva, що має назву Cinco Diablo. Пісня «Hunt You Down» згодом стала офіційною темою WWE No Way Out 2009 у лютому 2009 року. Saliva також випустили пісню під назвою «I Walk Alone», яку з 2005 року Батіста використовує як тему.
Гурт працював над DVD в стилі реаліті-шоу після запису Cinco Diablo. В інтерв'ю MJP Джозі запитали, чи це було телешоу, на що Джозі сказав: «Сподіваюся, що ні», — і заявив, що хотів, щоб це було більше, ніж «DVD для наших шанувальників».
Saliva вирушив у тур з Pop Evil, Since October, Dead Season і Aranda. Вони повинні були приєднатися до 13-го щорічного туру SnoCore Tour, але співака Джозі Скотта прооперували через виразку. Тому замінити Скотта в турі мав Уолт Лефті із Silvertide, але врешті гурт вирішив відмовитися від туру, замість того, щоб гастролювати з Лефті.
23 березня 2010 року гурт випустив альбом під назвою Moving Forward in Reverse: Greatest Hits. Пісня «Time to Shine», що входить в цей альбом, використовувалася як офіційна тема для " WWE Extreme Rules ".

### Under Your Skinта вихід Джозі Скотта (2010—2011)
Гурт почав записувати свій новий альбом під назвою Under Your Skin. На той час їхнім продюсером був Говард Бенсон.
Пісня «Badass» стала саундтреком до фільму Пила 3D, що вийшов 26 жовтня 2010 року.
Гурт випустив головний сингл зі свого нового альбому Under Your Skin під назвою «Nothing». Він вийшов у цифровому форматі 1 лютого 2011 року. Пізніше пісню «Badass» випустили як другий сингл. Вона посіла 26 місце в Mainstream Rock Tracks Billboard.
Наприкінці 2011 року, після 15 років роботи з гуртом, Джозі Скотт вирішив залишити гурт Saliva, щоб продовжити музичну кар'єру сольно.

### Боббі Амару,In It to Win ItтаRise Up(2012—2015)
На початку січня 2012 року було оголошено, що новим вокалістом Saliva став Боббі Амару, який раніше був фронтменом гурту Amaru, а також барабанщиком Burn Season. За словами Вейна, «він є 28-річним співаком, автором пісень, продюсером із Джексонвілла, штат Флорида, який має чудовий голос і не тільки принесе трохи свіжої крові в гурт, але й почне оновлювати її звучання».
10 лютого 2012 року Saliva випустили абсолютно новий сингл під назвою «All Around the World». Окрім «All Around the World», гурт виконав ще одну нову пісню під назвою «One More Night» у своєму турі з 12 Stones і Royal Bliss.
30 листопада 2012 року було оголошено, що гурт щойно уклав нову угоду з Rumbum Records і що після того, як вони закінчать свій тур, гурт повернеться додому, щоб закінчити написання нового альбому та почати запис у січні, щоб випустити його навесні.
5 лютого 2013 року Saliva почали запис нового альбому, який пізніше отримав назву «In It to Win It». «In It to Win It» мав стати восьмою платівкою гурту. Saliva співпрацювали з виконавчим продюсером Луїсом Бакарді та продюсером Боббі Хаффом, який був співавтором синглу «Badass» і працював з такими виконавцями, як Meat Loaf, 3 Doors Down і Cavo.
30 квітня 2013 року гурт випустив свій перший сингл з нового альбому «In It To Win It», а 3 вересня 2013 вийшов альбом «In It to Win It». У серпні 2013 року Вейн Свінні оголосив, що ритм-гітарист Джонатан Монтойя покинув гурт після 6 років співпраці. 22 січня 2014 року був анонсований новий сингл «Rise Up». Також було оголошено, що гурт збирається випустити нову платівку під назвою «Rise Up» зі зміненими піснями з альбому «In It to Win It».

### Love, Lies & Therapy(2016—2017)
16 квітня 2016 року Saliva оголосили про реліз нового альбому під назвою Love, Lies & Therapy, який вийде 10 червня 2016 року. Пізніше, у травні, гурт оголосив, що на підтримку альбому бере участь у турі «Make America Rock Again» влітку 2016 року разом із Trapt, Saving Abel, Alien Ant Farm, Crazy Town, 12 Stones, Tantric і Drowning Pool, Fuel, Puddle Of Mudd і POD.

### 10 Lives, вихід і повернення Пола Кросбі та Бреда Стюарта (2018— дотепер)
У середині 2018 року барабанщик Пол Кросбі оголосив про свій вихід з гурту після 18 років співпраці. Незабаром після цього басист Бред Стюарт також покинув гурт, щоб зосередитися на інших проєктах. А 19 жовтня 2018 року Saliva випустили свій десятий студійний запис 10 Lives на Megaforce Records. Продюсерами альбому стали фронтмен Боббі Амару та Стів Перейра. 2019 року і Кросбі, і Стюарт підтвердили своє повернення до гурту.
У жовтні 2019 року у подкасті The Morning Dump колишній вокаліст Джозі Скотт оголосив, що планує возз'єднатися зі Saliva для туру та нового студійного альбому. Це підтвердив Свінні в інтерв'ю детройтському WRIF Radio, додавши, що, хоча «нічого немає на папері», возз'єднання має відбутися на честь 20-ї річниці альбому Every Six Seconds у 2020—2021 роках. Свінні також припустив, що колишній гітарист Кріс Д'Абальдо також може брати участь. У січні 2021 року було оголошено, про призупинення реалізації цих планів через пандемію COVID-19.
16 квітня 2021 року гурт випустив кліп на пісню «After Me». Крім того, гітарист і засновник Уейн Свїнні не гастролював у серпні через позитивний тест на COVID-19, його замінив Джош Кулак.

## Дискографія
Студійні альбоми
- Saliva (1997)
- Every Six Seconds (2001)
- Back into Your System (2002)
- Survival of the Sickest (2004)
- Blood Stained Love Story (2007)
- Cinco Diablo (2008)
- Under Your Skin (2011)
- In It to Win It (2013)
- Rise Up (2014)
- Love, Lies & Therapy (2016)
- 10 Lives (2018)